# Greifensee-Stiftung
Die Greifensee-Stiftung ist eine Stiftung mit Sitz in Uster, die 1997 gegründet wurde. Der Stiftungszweck ist die räumliche Entflechtung von Schutz und Nutzung sowie der Erhalt des hohen Naturwerts und der Attraktivität des Naturobjektes Greifensee.

## Geschichte
Der Greifensee und seine angrenzenden Flächen (Seeufer) wurden zum ersten Mal vom Kanton Zürich am 27. Juni 1945 mit der «Verordnung zum Schutze des Greifensee» als wichtiges Naturschutzgebiet rechtlich anerkannt. 1994 wurde die Schutzverordnung revidiert. Als Folge schlossen sich die sieben Gemeinden um den Greifensee (Greifensee, Uster, Mönchaltorf, Egg, Maur, Fällanden, Schwerzenbach) in einer Stiftung zusammen. 2021 gründete die Greifensee-Stiftung eine Tochtergesellschaft, die Griffin Ranger GmbH.

## Tätigkeiten
Die Stiftung hat vier Fachbereiche zur Erfüllung des Stiftungszweckes: Naturschutz, Erholung, Bildung und Öffentlichkeitsarbeit.
Im Bereich Naturschutz kooperiert die Stiftung mit der Fachstelle Naturschutz des Kantons Zürich. Zusammen initiieren sie Projekte zur Aufwertung und Erhaltung von Naturschutzflächen am Greifensee. Das Angebot für Erholungssuchende wird ständig erweitert z. B. mit Beobachtungstürmen, Stege oder Panoramatafeln. Im Umweltbildungsbereich organisiert die Stiftung Führungen, öffentlichen Veranstaltungen und Workshops. Das wichtigste Projekt in diesem Bereich ist die Naturstation Silberweide in Mönchaltorf. Um über die Stiftung selber, das Naturschutzgebiet, die verschiedenen Vögel oder die Hundeproblematik zu informieren, werden Publikationen veröffentlicht. Ausserdem wird der Kontakt mit den Besuchern des Naturschutzgebiets mit einem Ranger-Dienst gefördert.

### Naturstation Silberweide

Das Logo der Naturstation Silberweide

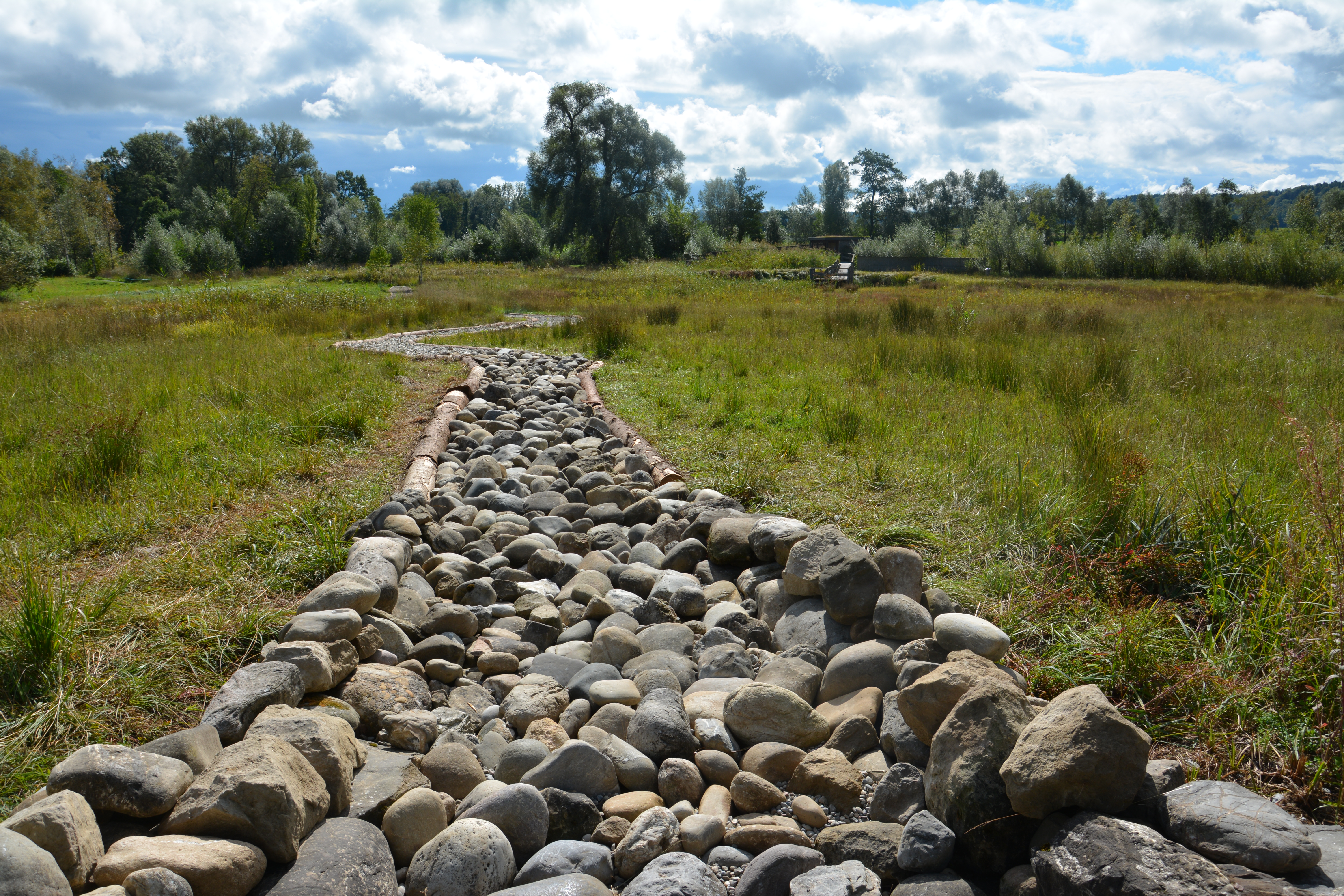
Barfussweg

Die Naturstation Silberweide liegt am oberen Greifensee, in der Gemeinde Mönchaltorf. Der Zweck der Naturstation ist den Familien und Schulklassen Umweltbildung zu bieten. Sie ist auch ein wichtiger Ausflugsort für Familien, Einzelpersonen und Gruppen. Der Bau der Naturstation Silberweide war bisher das grösste Projekt der Greifensee-Stiftung. 1963 gründete an diesem Standort Paul Moerker mit seiner Frau Nelly den Tierpark zur Silberweide. Ende 2004 wurde mit den Bauarbeiten begonnen und im August 2005 hatte die Naturstation ihren Betrieb aufgenommen. Das Gebiet umfasst erhöhte Trockenstandorte und bunte Magerwiesen, feuchte Hoch- und Flachmoore von teilweise nationaler Bedeutung, mehrere grosse und kleine Teiche. Der typische Feuchtstandort beherbergt viele seltene Pflanzen. Zum Beispiel verschiedene Orchideenarten oder die Sibirische Schwertlilie. Die vielen offenen Flächen, die Baumgruppen und dichten Hecken bieten Nahrung, Schutz und Brutplätze für viele Tierarten.
Vom Biberpfad aus lassen sich Biberspuren aus nächster Nähe beobachten. Mit etwas Glück kann man auch den Eisvogel beim Fischen oder eine Rohrdommel im Schilf entdecken. Die Störche lassen sich bei der Jungenaufzucht auch gerne auf der grossen Silberweide in den Horst blicken. Ein Barfussweg führt mitten durch das Gebiet. Die Ausstellung ist in Handarbeit gefertigt und zeigt jährlich wechselnde Sonderausstellungen zu lokalen Themen. Der Abenteuerspielplatz, eine Feuerstelle, ein Picknickplatz und ein Bistro runden das Angebot ab.

### Ranger

Das Logo der Ranger

Die Ranger sind für die Information und Aufsicht um den Greifensee verantwortlich. Sie sind regelmässig unterwegs und kontrollieren die Einhaltung der Regeln im Naturschutzgebiet. Ausserdem leiten sie Exkursionen und informieren die Besucher über die Natur und die Beobachtungsmöglichkeiten.

### Führungen und Workshops
In der Naturstation Silberweide werden verschiedene Führungen auch für private Gruppen, Vereine und Firmen angeboten. Die Führungen finden statt in der Silberweide oder am Greifensee. Veranstaltungen ausserhalb der Naturstation werden durch die Greifensee-Ranger geleitet.

#### Junior Ranger
Junior Ranger ist ein Angebot für Personen zwischen 6 und 15 Jahren, die sich speziell für die Natur interessieren und das Greifensee-Gebiet mit seiner vielfältigen Tier- und Pflanzenwelt kennenlernen möchten. Als Junior Ranger begleitet man in einer Gruppe von gleichgesinnten einen Ranger bei seiner Arbeit, beobachtet, forscht und löst Rätsel.

#### Roli Ranger
Roli Ranger ist eine Comicfigur, die seit 2010 eingesetzt wird, um Erholungsuchende über Regeln zu informieren. Beispielsweise erscheint Roli Ranger auf Toleranzplakaten für mehr Rücksichtnahme, auf Stegtafeln, um die erlaubte Nutzung des Steges mitzuteilen oder auf Informationstafeln um über aktuelle Naturthemen wie Winterruhe, Aspekte der Störung oder Fütterung durch Menschen zu informieren.